# Atheta liliputana
Atheta liliputana är en skalbaggsart som först beskrevs av Brisout de Barneville 1860.  Atheta liliputana ingår i släktet Atheta, och familjen kortvingar. Arten är reproducerande i Sverige.